# 绍罗Q

绍罗Q標誌

绍罗Q（日語：チョロQ），又稱Q版賽車、Q車，中国大陆称之为“巧乐车”，是日本一系列的玩具車，標準長度為3-4厘米長，首件於1978年由Takara製造，於西方國家以硬幣賽車之名發售。自Takara與TOMY合併，绍罗Q成為了TAKARA TOMY的產品。

## 名字由來
绍罗Q源自日文绍罗-绍罗（日語：チョロショーロ），意為「四處衝撞」，及有「可愛」的含意。

## 概述
中村安廣為绍罗Q玩具車的外形主要設計師，绍罗Q玩具車的基本外形也是由他設計。大部份绍罗Q玩具車都內設拉回彈簧，當玩具車被倒拉，然後放手的話，車便會自動衝前。這也是其特色之一。每輛绍罗Q玩具車也是以「可愛」為造形，因此車身長度短而高度長，外形類似正方形多於普通汽車的長方形。绍罗Q的特別之處，是绍罗Q玩具車能夠於尾部放入硬幣，使其速度增加。因此，绍罗Q玩具車以「硬幣賽車」之名於西方國家發售。绍罗Q玩具車因其特色而遂漸普遍，廣受大眾喜好，並成為具收藏價值的玩具車。截至2009年，绍罗Q玩具車的車型共有3千種以上，而全球累計銷售數量更超越1億5千萬部。

## 特点
大部份绍罗Q玩具車都擁有兩對真正的橡胶轮胎（通常后面的轮胎較大），並附有拉回彈簧。另外，所有绍罗Q都是真正汽車的「可愛」縮小版本。而绍罗Q的設計是屬於「变形尺度」（deformed scale），全因其尺度與真正的汽車尺度不同。绍罗Q的另一個特点，就是是绍罗Q玩具車能夠於尾部放入硬幣，以達到「前轮离」效果。绍罗Q玩具系列非常流行，並且成为具收藏价值的收藏品。由于其低廉的价格和大量衍生產品，即使在日本以外，绍罗Q也非常受歡迎。除了“硬幣賽車”外，绍罗Q的美國代理商通卡也於1980年代開始將之稱為“通卡涡轮車”（Tonka Turbo Tricksters）。绍罗Q的玩具車通常都會倾向于华丽的着色，並且擁有愚蠢的名称。
在歐美等地，绍罗Q都會以廉價作優勢，並且其目標對象為兒童，因此其質量相對地差劣。而在日本等地，绍罗Q則會相對地設計精巧，相對地仿真，並且其目標對象為成人收藏家。雖然日本是原產國，但是绍罗Q的製作工廠已於台灣、澳門和中國大陸開設。绍罗Q的玩具車非常多樣化，其模型並不限於私家車，而會包括貨車、火車、飛機、甚至军用和工程车辆。绍罗Q甚至有一系列日本公共汽车和火車版本。绍罗Q亦會推出一些限量版玩具車供推廣活動用。其中的例子有马里奥版本绍罗Q。
初期的绍罗Q玩具车专门针对儿童設計，其顏色使用多為三原色，而對細節的設計亦很隨便。随着时间的推移，绍罗Q玩具车的設計变得更加复杂。現在，绍罗Q玩具车的生產是在統一的標準下生產。从一开始，绍罗Q包裝內已經會提供配件、各种零部件和改装部件供人們自行改裝绍罗Q。而包裝內亦會提供不同的马达來調整速度速度。現今，绍罗Q的马达主要分為三種：慢速马达（适用于卡车和机車）、中速马达（适用于普通汽车）以及高速马达（适用于跑車）。部份绍罗Q马达更附設轉速功能，能夠將運行速度由慢轉換成快。

## 遊戲
绍罗Q玩具車洐生了很多電子遊戲，通常遊戲都以賽車為主要劇情。而後則加入了如探險、逛街、對決及生活等元素。

## 外部連結
- チョロQ官網
- 台灣Q車網